# Шенкендорф, Максимилиан фон (генерал)
Максимилиан фон Шенкендорф (нем. Max Heinrich Moritz Albert von Schenckendorff; 24 февраля 1875, Пренцлау — 6 июля 1943, Карпач) — немецкий генерал, участник Первой и Второй мировых войн. Он наиболее известен как организатор Могилевской конференции, на которой офицеры вермахта и СС обсуждали тактику «борьбы с бандитами», подразумевающую массовое убийство евреев и других реальных или мнимых врагов. Конференция привела к усилению геноцида, который уже происходил в тыловом районе группы армий «Центр».

## Биография
Родился в 1875 году в городе Пренцлау в дворянской семье. Окончил кадетский корпус, с 1894 года служил в пехоте.
В 1908 году ему было присвоено звание капитана.
В первую мировую войну служил командиром батальона, а с июля 1918 года — майор по особым поручениям при начальнике генерального штаба.
С 1922 по 1926 годы служил в министерстве обороны. В 1924 году получил чин полковника, в 1928 году — генерал-майора, в 1929 году — генерал-лейтенанта. В феврале 1930 года был уволен с действительной военной службы.
В 1933 году вступил в НСДАП.
Возвращён на действительную военную службу во время всеобщей мобилизации в 1939 году, в декабре 1940 года получил звание генерала пехоты.

### Во время оккупации СССР
Во время войны Германии с СССР командовал частями обеспечения и тылом группы армий Центр.
Был одним из инициаторов создания коллаборационистских воинских частей и сторонником сокращения репрессий против местного населения в тылу немецкой армии. На Смоленском процессе назван одним из главных виновников массовых убийств и угона в Германию жителей Смоленщины. Отдавал приказы о беспощадном истреблении советских военнопленных в 1941 году.
По мере роста партизанского движения на оккупированной территории уделял много внимания антипартизанским операциям.
Также был одним из активных проводников политики преследования и геноцида еврейского населения. В частности, согласно его приказу № 1 от 7 июля 1941 года вводились обязательные для ношения евреями с 10 лет нарукавные повязки белого цвета с нарисованной жёлтой звездой. 21 августа он же издал приказ, который в целях «строгого контроля за деятельностью евреев» запрещал им покидать район местожительства. Подчинённые Шенкендорфу войска отличались жестокостью и массовым участием в истреблении евреев.
1 января 1943 года был направлен Гитлером в отставку по состоянию здоровья (в связи с заболеванием сердца).
Умер от сердечного приступа 6 июля 1943 года в городе Карпач во время прохождения курса лечения в местном санатории.

## Награды
- Железный крест (1914) 2-го и 1-го класса (Королевство Пруссия)
- Королевский орден Дома Гогенцоллернов рыцарский крест с мечами (Королевство Пруссия)
- Орден Святого Иоанна Иерусалимского рыцарский крест (Rechtsritter)
- Крест «За военные заслуги» 3-го класса с воинским отличием (Австро-Венгрия)
- Почётный крест Первой мировой войны 1914/1918 с мечами (1934)
- Пряжка к Железному кресту 2-го и 1-го класса
- Немецкий крест в золоте (26 декабря 1941)